# Верижњача
Верижњача, верижна кошуља или ланчара је тип оклопа који се састоји од малих металних прстенова везаних један за други, тако да наликују на мрежу. Овај оклоп је пружао добру заштиту против сечења, односно против мача, секире и свих оружја који имају оштру ивицу, као и од стрела, али је био слаб против копља и оружја која су користила туп ударац (буздован, млат, јутарња звезда...). Овај оклоп је био добар зато што се кроз њега није могло сећи, средњовековни лекари су лако могли да наместе поломљене кости, док су у борби против инфекција које су настајале у расеченим деловима били немоћни.
Измишљена је око 1000. године п. н. е. а није познато ко је и када први користио ту врсту оклопа. Сматра се да је развијена независно и у Јапану и у Европи. Најранији нађени оклоп потиче из 5. века п. н. е. на простору данашње Румуније. Древни Грци су овим оклопом опремали своју тешку коњицу. Римљани су први пут дошли у контакт са овим оклопом у својим борбама у северној Италији против Гала који су их користили. Римљани су адаптирали ову технологију свом начину израде из чега је проистекао lorica hamata.
Верижњача је била веома популарна током средњег века, а достигла је врхунац у 13. веку када је направљено одело за читаво тело од ланчаног оклопа. У 14. веку, ланчани оклоп је почео да се комбинује са пуним (неки делови су били пуни, а неки ланчани), док је на крају пун оклоп скоро у потпуности заменио ланчани. Многи војници, међутим, користили су ланчани оклоп испод пуног оклопа као додатну заштиту. 

## Историја
Најранији примери преживеле верижњаче пронађени су у Карпатском басену на гробу у Хорном Јатову у Словачкој из 3. века пре нове ере, и у гробу поглавара у Чумештију у Румунији. Њен изум се обично приписује Келтима, али постоје примери етрурских шаблона верижњаче који датирају најмање из 4. века пре нове ере. Верижњача је вероватно била инспирисана много ранијим оклопом. Верижњача се проширила на Северну Африку, Западну Африку, Блиски исток, Централну Азију, Индију, Тибет, Југоисточну Азију и Јапан.
Херодот је писао да су стари Персијанци носили оклопе од љуске, али се верижњача такође јасно помиње у Авести, древном светом писму персијске религије зороастризма коју је основао пророк Зороастер у 5. веку пре нове ере.

## У Европи
Употреба верижњаче као оклопа на бојном пољу била је уобичајена током гвозденог доба и средњег века, а све је мање уобичајена током 16. и 17. века када су развијени плочасти оклоп и напредније ватрено оружје. Верује се да је Римска република први пут дошла у контакт са верижњачом у борби против Гала у Цисалпинској Галији, садашњој Северној Италији. Римска војска је усвојила технологију за своје трупе у облику лорика хамата који је коришћен као примарни облик оклопа током царског периода.
Након пада Западног царства, велики део инфраструктуре потребне за стварање плочастих оклопа се осуо. На крају је реч „верижњача” постала синоним за оклоп. Обично је то била изузетно цењена роба, јер је била скупа, требало је дуго за производњу и могла је значити разлику између живота и смрти у бици. Верижњача мртвих бораца је често била пљачкана и нови власник ју је користио или је продавао по уносној цени. Како је време одмицало и инфраструктура се побољшавала, користило ју је све више војника. Сматра се да је најстарија неоштећена верижњача која још увек постоји она коју је носио Леополд III, војвода Аустрије, који је погинуо 1386. током битке код Семпаха. На крају, са порастом јуришне коњице, ударним ратовањем и снажним самострелима, верижњача је почела да се користи као секундарни оклоп за племство на коњима.
До 14. века, зглобни оклоп се обично користио за допуну верижњаче. На крају је верижњача највећим делом замењена плочама, јер су пружале већу заштиту од самострела са витлом, ударног оружја и набоја копља, истовремено задржавајући већину покретљивости верижњаче. Међутим, и даље су је широко користили многи војници, заједно са бригандинама и гамбесонима. Ове три врсте оклопа чиниле су највећи део опреме коју користе војници, а верижњача је била најскупља. Понекад је била скупља од плочастих оклопа. Верижњача се типично дуже задржала у мање технолошки напредним областима као што је Источна Европа, али је била у употреби широм Европе до 16. века.
Током касног 19. и раног 20. века, верижњача је коришћена као материјал за панцире, посебно од стране Вилкинсон Сорд компаније. Резултати су били незадовољавајући; Вилкинсонова верижњача коју је носио египатски пук „Гвоздених људи“ направљена је од подељених прстенова за које се показало да су превише ломљиви, и прстенови би се раскомадали када би их меци погодили и погоршавали су повреде. Оклоп са заковицама који су носили супротстављени судански мадисти није имао исти проблем, али се такође показао као релативно бескорисан против ватреног оружја британских снага у бици код Омдурмана. Током Првог светског рата, Вилкинсон Сорд је прешао са верижњаче на ламеларни дизајн који је био претеча панцирне јакне.

## Начин израде
Најчешћи начин израде верижњача у античкој и средњовековној Европи био је спајање (плетење) прстенова од гвоздене жице по принципу 4 у 1 (спајање прстенова тако да је сваки прстен повезан са још 4 друга). Прстенови су прављени од ваљане гвоздене жице, чији су крајеви спајани приљубљивањем, закивањем (најчешће) или варењем (најређе).

## Ефикасност
Отпорност верижњаче на оружје одређују четири фактора: тип везе (закивана, спојена или варена), коришћени материјал (гвожђе у односу на бронзу или челик), густина ткања (за чвршће ткање потребно је тање оружје да је пребије) и дебљина прстена (генерално у распону од жице пречника 1,0–1,6 мм у већини примера). Верижњача је, ако ју је ратник могао да приушти, представљала значајну предност у комбинацији са компетентним техникама борбе.
Када верижњача није била искована, у њу је могао пробити потисак већине оштрих оружја. Међутим, када је верижњача била искована, могао ју је пробити само снажан добро постављен ударац одређених копаља, или танких или наменских мачева за пробијање верижњаче, попут естока. Такође је ударац полаксом или хелебардом могао је да пробије оклоп. Јака пројектилна оружја, као што су јачи лукови, лукови са заобљеним нагибом и самострели, такође могу да пробију исковну верижњачу. Неки докази указују на то да је током оклопне борбе намера била да се заправо заобиђе оклоп, а не да се пробије - према студији скелета пронађених у бици код Висбија, Готланд, већина скелета је имала ране ногама које су биле лошије заштићене. Иако је верижњача била значајан вид заштите, због технолошког напретка како је време одмицало, верижњаче које су се носиле испод оклопа (као и самосталне верижњаче) могло је пробити конвенционално оружје другог витеза.
Флексибилност верижњаче значила је да би ударац често повредио корисника, потенцијално узрокујући озбиљне модрице или преломе, и она је била неадекватна за одбрану од трауме главе. Ратници одевени у верижњаче обично су носили одвојене чврсте кациге преко својих капа од верижњаче ради заштите главе. Исто тако, тупо оружје као што су буздовани и ратни чекићи својим ударом могу да нашкоде носиоцу без продора у оклоп; обично се испод оклопа носио меки оклоп, као што је гамбесон. Средњовековни хирурзи су били веома способни при постављају и збрињавају прелома костију насталих тупим оружјем. Са лошим разумевањем хигијене, међутим, посекотине које су се подложне зарази биле су много већи проблем. Тако се оклоп показао као довољна заштита у већини ситуација.